# Opogona nephelodesma
Opogona nephelodesma är en fjärilsart som beskrevs av Diakonoff 1955. Opogona nephelodesma ingår i släktet Opogona och familjen äkta malar. Inga underarter finns listade i Catalogue of Life.